# Giordano Bruno Guerri
Giordano Bruno Guerri (né le 21 décembre 1950 à Monticiano) est un écrivain, journaliste et historien italien.

## Biographie
En 1985, Giordano Bruno Guerri devient directeur du mensuel La Storia Illustrata dont il porte le tirage de 60 000 à 110 000 chaque livraison. En 1989, il dirige le mensuel Chorus (jusqu'en 1991). En 2004, il prend la direction de L'Indipendente.

## Œuvres
- Giuseppe Bottai, un fascista critico, Feltrinelli, Milan, 1976.
- Rapporto al Duce, a cura di Giordano Bruno Guerri, Tascabili Bompiani, Milano, 1978.
- Galeazzo Ciano. Una vita. (1903-1944), Bompiani, Milano, 1979.
- L'Arcitaliano. Vita di Curzio Malaparte, Bompiani, Milano, 1980. (Trad. en français de Valeria Tasca en 1981 chez Denoël) [Livre de référence]
- Giuseppe Bottai, Diario (1935-1944), a cura di Giordano Bruno Guerri, Rizzoli, Milano, 1982.
- Luigi Bolla, Perché a Salò, a cura di Giordano Bruno Guerri, Bompiani, Milano, 1982.
- Patrizio Peci, Io, l'infame, a cura di Giordano Bruno Guerri, Mondadori, Milano, 1983.
- Italo Balbo, Vallardi, Milano, 1984.
- Povera santa, povero assassino, Mondadori, Milano, 1985.
- Galeazzo Ciano, (III edizione aggiornata e ridotta), Bompiani, Milano, 1985.
- Giuseppe Bottai, Diario (1944-1948), Rizzoli, Milano, 1988.
- L'Arcitaliano. Vita di Curzio Malaparte, Leonardo, Milano, 1991.
- Gli italiani sotto la Chiesa, Mondadori, Milano, 1992.
- Io ti assolvo, Baldini & Castoldi, Milano, 1993.
- Fascisti, Mondadori, Milano, 1995.
- Giuseppe Bottai, fascista, Mondadori, Milano, 1996.
- Ida Magli, Per una rivoluzione italiana, a cura di Giordano Bruno Guerri, Baldini & Castoldi, Milano, 1996.
- Antistoria degli italiani, Mondadori, Milano, 1997.
- Il Malaparte illustrato di Giordano Bruno Guerri, Milano, Mondadori, 1998.
- Eretico e profeta. Ernesto Buonaiuti, un prete contro la Chiesa, Mondadori, Milano, 2001.
- Un amore fascista - Benito, Edda e Galeazzo, Mondadori, 2005.
- Pensieri scorretti - UTET libreria, 2007
- Povera santa, povero assassino. La vera storia di Maria Goretti, Bompiani, Milano, 2008 - edizione aggiornata e integrata.
- D'Annunzio, l'amante guerriero, Mondadori, Milano, 2008.
- Filippo Tommaso Marinetti, Invenzioni, avventure e passioni di un rivoluzionario, Mondadori, Milano, 2009.